# Mavi Díaz
María Victoria «Mavi» Díaz (n. Bruselas, Bélgica, 10 de mayo de 1961) es una cantante, música y compositora de los géneros rock y folclore argentino, nacida en Bélgica. Se hizo conocida por ser la vocalista de la agrupación femenina, llamada Viuda e Hijas de Roque Enroll, a comienzos de los años 80. Además de Viuda e Hijas, también tiene un proyecto llamado "Mavi Díaz & Las Folkies", en donde componen y tocan folclore. Actualmente es la Directora de Radio Nacional Folkórica.

## Biografía

### Primeros años
Mavi Díaz nació en Bruselas, cuando su padre Víctor Hugo Díaz, un famoso intérprete de armónica y su madre, Victoria Cura, una cantante folclórica, realizaban una gira por Europa, a comienzos de los años 1960. Ella es sobrina del percusionista Domingo Cura. Mavi dio sus primeros pasos en los escenarios de la mano de sus padres, acompañándolos en sus giras por todo el mundo, cantando y tocando folclore.

### Viuda e Hijas de Roque Enroll
Comenzó su carrera en 1982 y reunió a sus amigas María Gabriela Epumer (guitarra) y Claudia Sinesi (bajo), que entonces tocaban en un grupo de chicas llamado "Rouge" junto a la baterista y percusionista Andrea Álvarez. Llamaron a filas a la pianista Claudia Ruffinatti y surgió el proyecto “Viuda & Hijas de Roque Enroll”. El homónimo álbum debut de la banda, superó todas las expectativas de ventas y de público en conciertos. Díaz formó parte de la banda, entre los años 1983 a 1988 y editó los discos Ciudad Catrúnica (1985) y Vale cuatro (1986); en los que conquistó el mercado musical, vendiendo casi medio millón de discos en Argentina y Latinoamérica.
En 1988, la agrupación se desintegró y Díaz pasó a formar parte de Los Twist entre 1988 y 1990 y tras su paso por esta última; acompañó a los artistas más importantes de la escena musical argentina, entre ellos Fito Páez, Soda Stereo, Charly García y Andrés Calamaro, como corista o invitada.

### Carrera solista
A fines de los años 90, se trasladó a Madrid y trabajo como vocal coach, productora y  arreglista de músicos de gran resonancia como Joaquín Sabina, La Oreja de Van Gogh, Andrés Calamaro, Ariel Rot, Claudio Gabis, entre otros. En el año 2000, editó su primer disco solista, titulado Chau!, una recopilación de canciones compuestas por ella, que nunca había editado en su carrera. 
En el año 2008, edita su segunda placa como solista, titulado Baile en el cielo, un disco donde solamente hay composiciones folclóricas, conmemoración del 30° aniversario de la muerte de su padre, Víctor Hugo Díaz. Recibió en 2009, un Premio Carlos Gardel,  en la categoría "Mejor Banda de Sonido Cine y Televisión" por el tema «Zamba del Ángel», incluido en el film A los cuatro vientos, sobre la vida de su padre.

### Las Folkies
En el año 2010, forma la agrupación Mavi Díaz & Las Folkies, con quienes edita el álbum Sonqoy (2011), que recibió un Premio Carlos Gardel en 2012, en la categoría "Mejor álbum folklore alternativo". Esta agrupación está conformada por Maví Díaz (guitarra y voz), Silvana Albano (piano), Pampi Torre (guitarra) y Martina Ulrich (percusión). En 2015, la agrupación editó su segundo trabajo discográfico, titulado Todo Sí! y cuenta con la participación de Teresa Parodi, Agustín Ronconi de Arbolito; entre otros.

### Retorno de Viuda e Hijas
En el año 2014, reapareciendo sus tres integrantes, teniendo en cuenta el deseo siempre latente de volver a tocar juntas y que siempre compartieron con María Gabriela Epumer, fallecida en 2003. Participaron de la tira Solamente vos, donde compartieron un sketch junto a Natalia Oreiro, interpretando el tema «Lollipop». En ese año también interpretaron ese mismo tema en la tira Viudas e hijos del rock and roll protagonizada por Damian de Santo y Paola Barrientos.
Ese mismo año, el grupo femenino presentó su nuevo sencillo «Ludovica» del nuevo álbum de estudio, Perlas y diamantes, que salió a la venta en septiembre del 2014, confirmando de esta manera su regreso a los escenarios. El álbum contiene hits reversionados como «Lollipop» y «Bikini a lunares amarillo», así como también tres canciones nuevas, acompañados por Alfred García Tau (guitarra), Diego Korenwaser (teclado) y Alejandro Castellani (batería). La banda presentó su nuevo álbum el 26 de noviembre en el teatro Gran Rex, para celebrar el aniversario 30.º de su formación. Antes del show en el Gran Rex, las Viudas hicieron una presentación en Sony Music, a la que asistieron muchos músicos como Leo García, Marcela Morelo, María Volonte, Marián Farías Gómez, Tweety González, Rolo Rossini (baterista original de la banda) y Marcelo Puerta (tecladista original de la banda).

"Hemos querido celebrar el 30 aniversario con este nuevo disco llamado Perlas y diamantes dedicado a todos ellos y como un homenaje a nuestra amada María Gabriela Epumer".
Aseguró Mavi Díaz sobre su vuelta.

## Discografía

### Viuda e Hijas de Roque Enroll
- 1984: Viuda e Hijas de Roque Enroll
- 1985: Ciudad Catrúnica
- 1986: Vale cuatro
- 1995: Telón de crep (en vivo)
- 2014: Perlas y diamantes

### Solista
- 2000: Chau!
- 2008: Baile en el cielo

### Las Folkies
- 2011: Sonqoy
- 2015: Todo Si!
- 2019: Gaucha

### Colaboraciones
- 1989: Ayer y hoy de León Gieco
- 1989: Languis de Soda Stereo
- 1999: Usar y tirar de M-Clan
- 2001: Sin enchufe de M-Clan
- 2001:  Daniela Herrero de Daniela Herrero
- 2002: Defectos personales de M-Clan
- 2008: No sé si es Baires o Madrid de Fito Páez
- 2013: Purpurina de Man Ray
- 2014: Juguetes En El Vip de Juguetes En El Vip
- 2018: Kermesse Redonda de Los Decoradores